# Fumago salicina
Espèce
Fumago salicina est une espèce de champignons (Fungi) ascomycètes. C'est l'un des agents responsables d'une maladie cryptogamique, la fumagine.

## Systématique
Le nom correct complet (avec auteur) de ce taxon est Fumago salicina (Pers.) Tul. & C. Tul..
L'espèce a été initialement classée dans le genre Dematium sous le basionyme Dematium salicinum Pers., 1801.
Fumago salicina a pour synonymes :
- Dematium salicinum Pers., 1801
- Sporotrichum salicinum (Pers.) Fr., 1832